# Aggradation
Le phénomène d'aggradation consiste en une reconstitution, une régénération, une accumulation souvent progressive.
C'est l'inverse d'une dégradation, d'une détérioration.

## Selon les sciences

### En géologie
En géologie  et en hydromorphologie, l'aggradation, atterrissement ou exhaussement est l'accumulation de sédiments dans le lit d'un cours d'eau et ses environs directs. L'aggradation survient lorsque l'apport de sédiments excède les capacités de transport du cours d'eau. Par exemple la quantité de sédiments reçue par un cours d'eau peut augmenter lorsque le climat devient plus sec. La cause de cette augmentation provient de la diminution de la végétation, entrainant une réduction de la résistance du sol à l'érosion. De plus, des conditions plus sèches entrainent une diminution du débit. Le cours d'eau devient obstrué par les sédiments qui s'accumulent.

Schéma de l'accumulation de sédiments (aggradation) dans le lit d'une rivière. Les sédiments sont en marron.

 Image du dessus : la rivière coule sur un lit de pierre. Image du dessous : à cause des dépôts de sédiments, le lit de la rivière est monté au cours du temps, provoquant l'enfouissement de la maison. Un changement de climat, de l'utilisation des sols ou bien de l'activité géologique peut avoir provoqué cette aggradation. Par exemple, une éruption volcanique peut accroître soudainement la quantité de sédiments reçue et enterrer le lit d'une rivière.

### En agro-écologie
En agroécologie et en permaculture, l'aggradation désigne le processus qui permet de reconstituer des sols vivants là où ils ont fortement diminué ou disparu. 
Différentes possibilités ont été expérimentées :
- la piste du biochar conduisant à la terra preta ;
- l'utilisation du bois raméal fragmenté, BRF[3] ;
- la technique des lasagnes ;
- autres techniques d'humification rapide ...